# Joe Kleine
Joe Kleine, född 4 januari 1962 i Colorado Springs, Colorado, är en amerikansk idrottare som tog OS-guld i basket 1984 i Los Angeles. Detta var USA:s åttonde guld i herrbasket i olympiska sommarspelen. 1998 vann han NBA med sitt lag Chicago Bulls.